# Dominik Kohr
Dominik Kohr (Trier, Németország, 1994. január 31.) német labdarúgó, aki 2021-től a német Bundesliga-ban szereplő Mainz 05 középpályása, kölcsönben a  Eintracht Frankfurt csapatától.

## Pályafutása

### Fiatal évei
A TuS Issel együttesénél nevelkedett egészen 2008-ig, amikor is csatlakozott a Bayer Leverkusen akadémiájához, ahol egészen 2012-ig volt a tagja, majd a felnőtt kerethez csatlakozott. A 2009/10-es szezonban már a U17-es csapat tajga volt, ahol 23 mérkőzésen 1 gólt szerzett. A 2010/11-es szezon során szintén az U17-es keret, illetve az U19-es csapat tagja. Előbbiben 17 mérkőzésen 9 gól, utóbbiban 2 mérkőzésen szerepelt. A következő szezonban már az U19-es csapat állandó játékosa lett. 21 mérkőzésen 6 gólt jegyzett, amivel nagy lépést tett az első keret felé.

### Bayer Leverkusen
2012-től a felnőtt keret tagja lett. Április 8-án a Hamburger SV ellen a kispadon kapott helyet. Ezek után az 1. FC Kaiserslautern, a Hertha BSC, illetve a Hannover 96 ellen. Április 12-én a TSG 1899 Hoffenheim ellen mutatkozott be a 89. percben. Második mérkőzésén a Nürnberg ellen ismét néhány percet kapott.
A 2012/13-as szezonban a tartalék csapatban kapott szerepet, ahol a Wuppertaler SV ellen megszerezte első gólját.
Első nemzetközi kupamérkőzését 2012. november 22-én játszotta a Metaliszt Harkiv ellen, az Európa-liga csoportkörében.

### FC Augsburg
2014 januárjában másfél évre kölcsönbe került az Augsburg csapatához.

## Válogatott
2011. december 12-én a Német U18-as válogatottban mutatkozott be az Izraeli U18-as válogatott ellen. 2012. augusztus 14-én mutatkozott be a Német U19-es válogatottban a Skót U18-as válogatott elleni barátságos mérkőzésen.

## Sikerei, díjai
Egyéni
- Fritz Walter érem bronz fokozata (U18) (Bayer Leverkusen U19, 2012)
- Fritz Walter érem bronz fokozata (U19) (Bayer Leverkusen, 2013)

A Fritz Walter éremmel legjobb fiatal német labdarúgókat tüntetik ki több kategóriában.